# Peters Burg

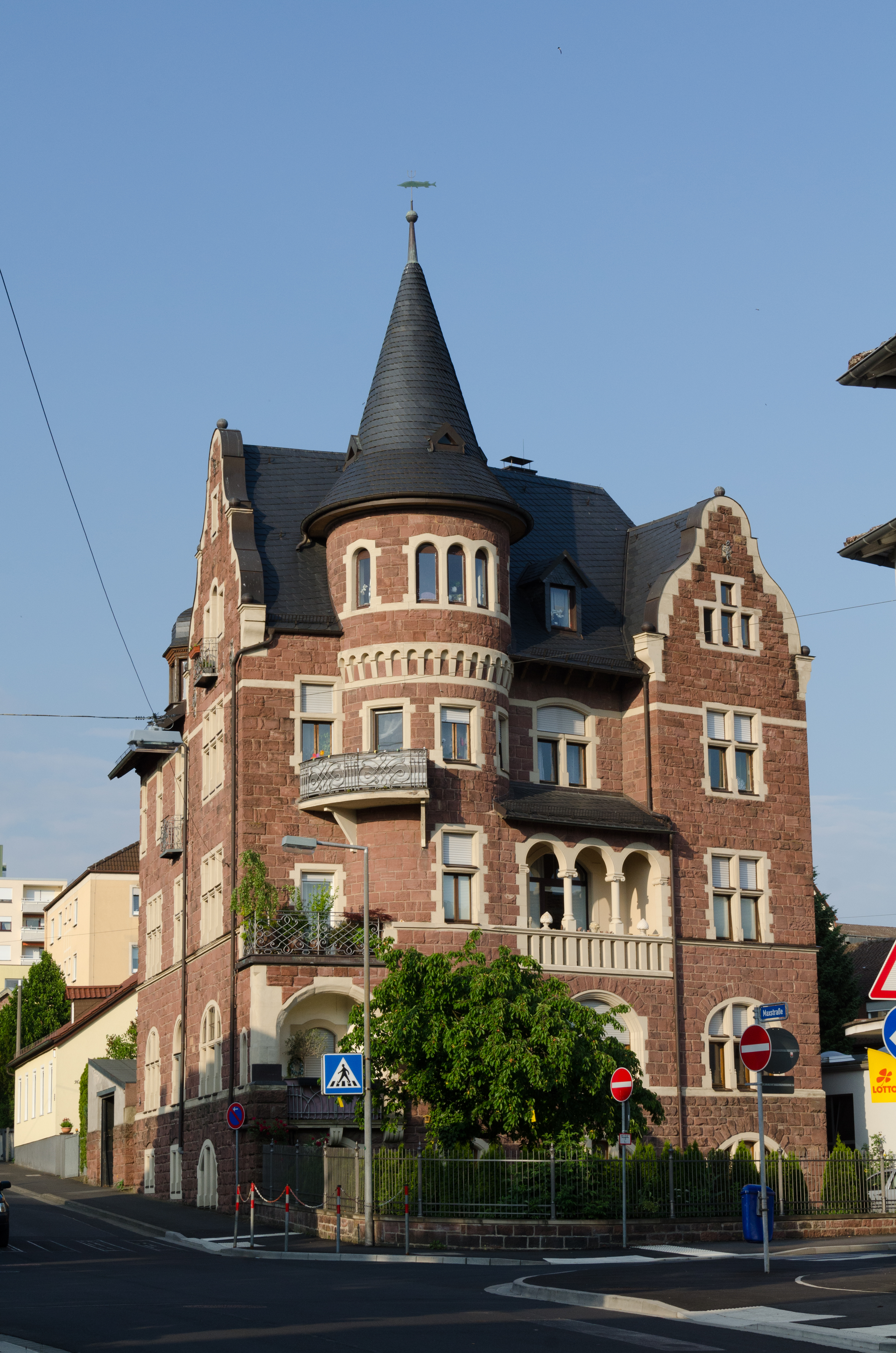
Peters Burg in Bad Kissingen

Als Peters Burg wird das Anwesen in der Maxstraße 30, Ecke Hemmerichstraße 22 in Bad Kissingen bezeichnet. Es gehört zu den Bad Kissinger Baudenkmälern und ist unter der Nummer D-6-72-114-318 in der Bayerischen Denkmalliste registriert.

## Geschichte
Das Anwesen wurde im Jahr 1898 vom Bad Kissinger Architekten Carl Krampf in Formen der Neurenaissance errichtet. Es handelt sich um einen dreigeschossigen Massivbau in Ecklage mit Halbwalmdach und Bossenquadermauerwerk mit Grausandsteingliederung. Die Anhäufung der Motive lässt sich durch die gründerzeitlichen Vorstellung von einer Burg begründen. Zu dem Anwesen gehört eine gleichzeitig entstandene Einfriedung aus Sandstein mit Gusseisenzaun.
Das Anwesen entstand als Mehrfamilienhaus im Auftrag von Kunstschlosser Peter Anton Deeg, Vater des Bad Kissinger Juristen Peter Deeg. Peter Anton Deeg gab dem Anwesen den Namen „Peters Burg“, was ausdrücken sollte, dass sein Kundenkreis bis hin zur russischen Zarenfamilie reichte. Da Peter Anton Deeg und sein Sohn begeisterte Angler waren, befindet sich auf dem Dach von Peters Burg ein Fisch als Wetterfahne.